# كأس ويلز 1937–38
كأس ويلز 1937–38 (بالإنجليزية: 1937–38 Welsh Cup)‏ هو موسم من كأس ويلز. كان عدد الأندية المشاركة فيه 66، وفاز فيه شروزبري تاون.